# 미이케정
미이케정 (미이케마치)(일본어: 三池町)은 일본 후쿠오카현 남부, 미이케군에 있던 정이다. 

## 지리
현재의 오무타시 동부, 오아자 미이케, 신마치, 이마야마, 레키키에 해당한다.
서쪽은 오무타시, 북쪽은 긴스이촌, 남쪽은 다마가와촌와 접해 있었다. 또한 동쪽은 구마모토현 다마나군 겐키촌(현재의 난칸정)와 접해 있었다.
미이케번의 번청인 미이케 진야를 비롯해 미이케번과 관련된 사적과 사찰이 산재해 있다.

## 역사
- 1889년 4월 1일 - 정촌제 시행에 의해 미이케군 미이케정이 성립하였다.
- 1941년 4월 1일 - 오무타시에 편입되었다.